# الدوري الليبي الدرجة الثالثة
دوري الدرجة الثالثة الليبي هو مسابقة كروية ليبية ينظمها الإتحاد العام الليبي لكرة القدم.

## نظام الدوري
يتم فرز الأندية إلى مجموعات إقليمية. يتم ترقية الفريق الأول في كل منطقة إلى الدرجة الثانية الليبية. يمكن أن تضم بعض المناطق الكبرى (مثل طرابلس وبنغازي والجبل الأخضر وسرت) ما يصل إلى ثلاثة أندية تمت ترقيتها إلى الدرجة الثانية.

## أندية موسم 2008-09
- ابي العشر (أبي الأشهر).

- الاجدابي

- الاخاء

- البراق

- الاشعة

- الفجر الجديد

- الفتح

- الهوارية

- الحرية

- الليبة

- المجاهد

- النوارس

- القادسية

- السيلفيوم

- الشعلة

- الترابط

- الطوعية

- الطيران

- الواحات

- خالد بن الوليد

- نجوم السلماني

- نجوم بنغازي